# 베르너 헤어초크
베르너 헤어초크 스티페티치(독일어: Werner Herzog Stipetić, 1942년 9월 5일 ~ )는 독일의 영화 감독 및 오페라 감독이다.
라이너 베르너 파스빈더, 폴커 슐뢴도르프, 빔 벤더스 등과 더불어 뉴 저먼 시네마의 가장 중요한 인물 중 하나로 평가 받는다. 프랑스의 영화감독 프랑수아 트뤼포는 헤어초크를 "살아있는 가장 중요한 영화감독"이라고 평한 바 있다. 타임지는 2009년 한해 가장 영향력 있는 100명으로 선정했다.

## 작품 목록
- 퀸 오브 데저트 (2015)
- 악질경찰 (2009)
- 레스큐 던 (2006)
- 거친 창공 너머 (2005)
- 그리즐리 맨 (2005, 다큐)
- 텐 미니츠 - 첼로 (2002)
- 인빈서블 (2001)
- 나의 친애하는 적 (1999)
- 어둠의 교훈 (1992)
- 피츠카랄도 (1982)
- 노스페라투 (1979)
- 스트로스첵 (1977)
- 하늘은 스스로 돕는자를 돕는다 (1974)
- 조각가 슈타이너의 황홀경 (1973, 다큐)
- 아귀레, 신의 분노 (1972)